# Ruští Němci

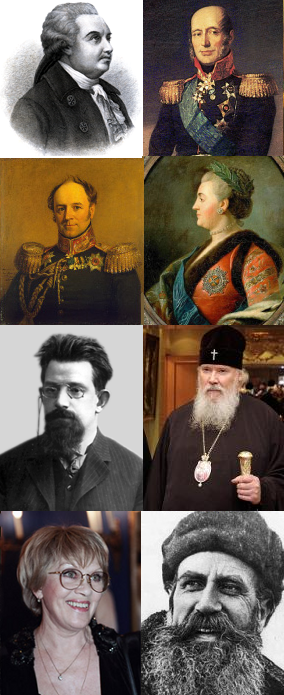
Slavní ruští Němci:
Denis Ivanovič Fonvizin, Michail Bogdanovič Barclay de Tolly
Alexander von Benckendorff, Kateřina II.
Pjotr Berngardovič Struve, Alexej Rüdiger
Alissa Freindlich, Otto Schmidt

Výraz ruští Němci (německy Russlanddeutsche, rusky российские немцы, rossijskije němcy, rusky též русские немцы , russkije němcy) je souhrnné označení pro „Němce z Ruska“, tzn. pro Němce resp. obyvatele Ruska německého původu (deutschstämmige). Ruští Němci, ale i mnoho smíšených rusko-německých rodin od konce 90. let přesídlilo do středoevropského německého prostředí, zejména do Spolkové republiky Německo.
Ruští Němci jsou osoby výhradně německého původu, zatímco jako němečtí Rusové jsou označováni ti, kteří mají jak německé, tak ruské předky (např. německého otce, ruskou matku nebo naopak) a jako ruští Němci „Rusové v Německu“. Až do rozpadu Sovětského svazu se toto označení vztahovalo na Němce také obecně na německých území v rámci Sovětského svazu (Sovětští Němci).
V běžné mluvě bývají často označováni jako ruští Němci také obyvatelé německého původu v dalších postsovětských státech, především Kazachstánu. Lokálnější označení jako povolžští Němci, krymští Němci, volynští Němci, černomořští Němci (též ukrajinští Němci) nebo kazachstánští Němci a kyrgyzstánští Němci jsou poněkud méně obvyklá označení.

## Slavní ruští Němci
- Politici

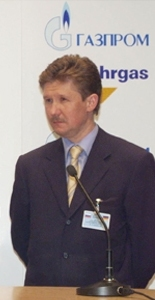
Šéf těžařské firmy Gazprom, Alexej Miller

  - Rudolf Ivanovič Abel (1903–1971) – špión, jeden z nejúspěšnějších agentů SSSR v USA
  - Johann Bartsch (1757–1821) – spoluorganizátor osidlování Východu menonity
  - Georgij Valentinovič Boos (* 1963) – politik a gubernátor Kaliningradské oblasti
  - Johann Cornies (1789–1848) – mennonita, nejbohatší muž Jižního Ruska
  - Herrmann Gräf (* 1964) – politik, bývalý ministr hospodářství Ruské federace, předseda představenstva Sberbanky
  - Nikolaus Haufler (* 1984) – německý politik (CDU) a člen hamburského parlamentu
  - Jakob Höppner (1748–1826) – spoluorganizátor mennonitského osidlování východu
  - Alfred Reingoldovič Koch (* 1961) – ruský podnikatel, publicista a státník
  - Wiktor Melchiorovič Kress (* 1948) – politik a gubernátor Tomské oblasti
  - Emmanuil Ionovič Kwiring (Quiring) (1888–1937) – sovětský politik
  - Alexej Borisovič Miller (* 1962) – předseda představenstva ruského těžebního koncernu Gazprom
  - kníže Peter von Oldenburg (1812–1881)
  - Vjačeslav von Pleve (1846–1904) – ministr vnitra Ruského impéria
  - Eduard Ergartovič Rossel (* 1937) – politik a gubernátor Sverdlovské oblasti
  - Heinrich Zertik (* 1957) – člen Bundestagu, německý politik (CDU), první rusko-německý poslanec spolkového sněmu